# Katetometer

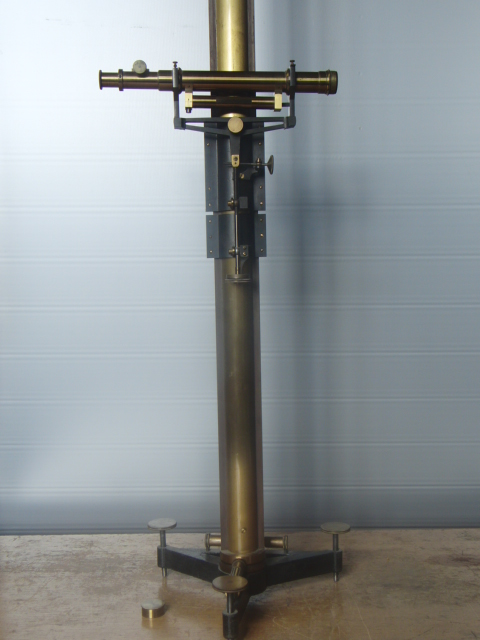
Katetometer

Katetometer (av grekiska kathetos, lodlinje, och metron, mått) är en laboratorieapparat för uppmätning av höjdskillnader som konstruerades 1818 av Pierre Louis Dulong och Alexis Thérèse Petit. 
Katetometerns viktigaste delar är en vertikal graderad pelare och en horisontell tub, flyttbar längs pelaren. Observatören ställer in kikarens hårkors – den finare inställningen sker med mikrometerskruv – efter vartannat på de båda märken, vilkas vertikalavstånd skall bestämmas, och avläser noggrant lägena på pelaren med hjälp av en nonieskala.